# راضي عبد الهادي
راضي عبد الهادي (1910-1975) شاعر ومؤلف فلسطيني، ولد في مدينة نابلس ودخل المدرسة الدرويشية في الخامسة من عمره، وتوجه بعدها بصحبة شقيقه إلى دمشق عام 1918 لمواصلة الدراسة وبعد أن أمضى عامين في دمشق عاد إلى نابلس والتحق بالمدرسة الصلاحية، وفي عام 1922 انضم لدار المعلمين بعد أن اجتاز الفحص المقرر. وفي عام 1926عُينَ أستاذاً للإجتماعيات في مدرسة الرملة الثانوية. وفي عام 1929 نقلته إدارة المعارف الفلسطينية إلى نابلس ليعمل أستاذاً في المدرسة الهاشمية ثم انتقل للعمل في المدرسة الصلاحية الثانوية. شغل عدة مناصب إدارية منها: مديراً للمدرسة الغزالية في نابلس، ومديراً للمدرسة الهاشمية في البيرة وفي عام 1944 عُين مديراً للمدرسة العمرية في القدس، وبسبب نكبة عام 1948 توجه إلى دمشق وعمل أستاذاً للغة العربية وآدابها في ثانوية ابن خلدون.
توفي في مدينة عمان عام 1975.

## حياته العملية
شغل عبد الهادي مناصب مهمة خلال حياته في الأردن وفلسطين منها:
- مديراً للتربية والتعليم في عجلون والخليل والقدس.
- وكيل وزارة التربية والتعليم الأردنية عام 1961.
- محافظ لمقاطعتي الكرك والبلقاء خلال الفترة (1963-1964).
- وكيل وزارة التربية والتعليم عام 1966.
- مديراً لكلية الحسين في عمان لمدة أربع سنوات.

## مؤلفاته
له مجموعة من المقالات التي كانت تُنشر في جريدة صوت الحق في يافا، وله العديد من المؤلفات في التاريخ منها:
1. تاريخ الممالك العربية بالإشتراك مع المرحوم أحمد خليفة، طُبع عام 1942.
2. العرب والإسلام عام 1951.
3. الموجز في تاريخ العرب والمسلمين عام 1957.
4. الموجز في تاريخ العالم الحديث عام 1960.
5. تاريخ العرب والمسلمين عام 1966.
6. الحضارات القديمة عام 1966.
7. من تاريخنا الصحراء موطن العرب الأول عام 1963.
8. بكاء شاعر عام 1966.
9. يا ربيع الخير عام 1968.

ومن مؤلفاته في مجال القصة القصيرة:
1. رواية "خالد وفتنة"، صدرت عن مكتبة الأندلس في القدس عام 1945.
2. قصة "الشهيد"، صدرت عام 1950.
3. البطل، صدرت عام 1950.
4. سمة الشجاعة، صدرت عام 1953.
5. كوكو، صدرت عام 1957.
6. فارس غرناطة، صدرت عن مكتبة الأندلس عام 1960.
7. ديوان شعر بعنوان من بصمات الأيام.
8. كتاب عن اللغة العربية صادر عام 1967.